# Coelorinchus multifasciatus
Coelorinchus multifasciatus är en fiskart som beskrevs av Sazonov och Akitoshi Iwamoto 1992. Coelorinchus multifasciatus ingår i släktet Coelorinchus och familjen skolästfiskar. Inga underarter finns listade i Catalogue of Life.